# Karrenzin
Karrenzin is een gemeente in de Duitse deelstaat Mecklenburg-Voor-Pommeren, en maakt deel uit van het Landkreis Ludwigslust-Parchim.

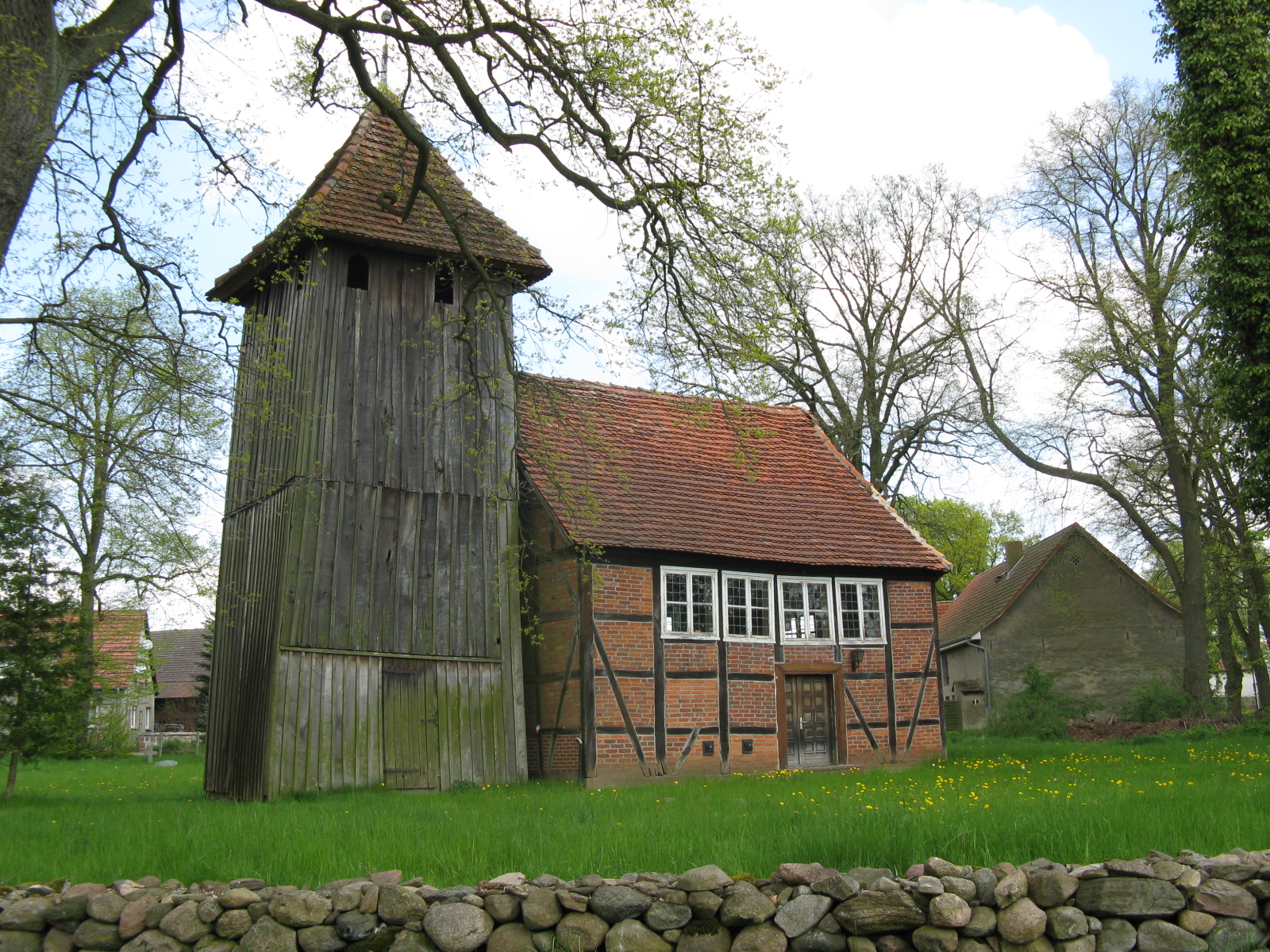
Kerk van Karrenzin

Karrenzin telt 559 inwoners.